# Taxi Trollhättan AB
Taxi Trollhättan AB är ett av Sveriges äldsta taxibolag grundat 1923. Ägare av företaget är Mikael Hermansson, Michael Kopp, Mats Larsson och Stefan Hermansson. Företaget har aldrig haft stängt eller haft några avbrott sedan dess grundande.